# ۴۳۹ (پیش از میلاد)
۴۳۹ (پیش از میلاد) ۴۳۹مین سال قبل از تقویم میلادی است.